# Arthur Lapworth

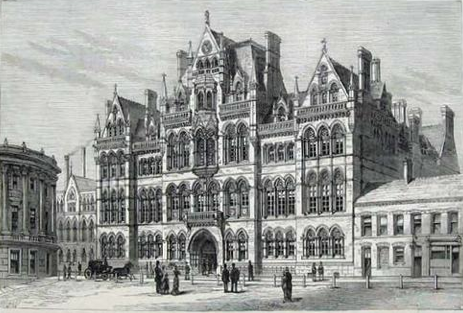
Mason Science College, hoy Universidad de Birmingham

Arthur Lapworth FRS (10 de octubre de 1872 – 5 de abril de 1941) nació en Galashiels, Escocia, hijo del geólogo Charles Lapworth, y estudió en los colegios St Andrew's y King Edward's de Birmingham. Se licenció en química en el Mason College (más tarde Universidad de Birmingham). De 1893 a 1895 trabajó con una beca en el City and Guilds of London Institute sobre la química del alcanfor y el 3 mecanismo de sustitución aromática
Su primer puesto, en 1895, fue como demostrador en la Facultad de Farmacia de la Universidad de Londres, en Bloomsbury. Pasó a dirigir el departamento de química del Goldsmiths Institute, y en 1909 se convirtió en profesor titular de química inorgánica y física en la Universidad de Mánchester. En 1913 fue nombrado catedrático de química orgánica; y en 1922, catedrático Sir Samuel Hall (de química inorgánica y física) y director de laboratorios.
Fue pionero en el campo de la química orgánica física. Su propuesta del mecanismo de reacción de la condensación de la benzoína es la base de nuestra comprensión actual de la química orgánica.
Se jubiló en 1935 y fue nombrado profesor emérito. Fue elegido miembro de la Royal Society en mayo de 1910, y recibió la Medalla Davy en 1931. Lapworth fue también doctor honoris causa por las universidades de Birmingham y St Andrews.
Se casó con Kathleen Florence Holland en St Mary, Bridgwater el 14 de septiembre de 1900. Sus hermanos eran científicos eminentes, en 1900. (Frederick Stanley Kipping y William Henry Perkin, Jr.). Arthur Lapworth se retiró en 1935 y murió el 5 de abril de 1941 en un hogar de ancianos en Withington.